# Louis Cloquet
Louis Cloquet  (Feluy, 10 januari 1849 – Gent, 11 januari 1920) was een Belgisch architect. Zijn bekendste realisaties zijn het voormalig postgebouw in Gent en het station Gent-Sint-Pieters. Als auteur is hij internationaal bekend door de publicatie Traité d'Architecture. Daarnaast was hij hoogleraar Architectuur aan de Gentse rijksuniversiteit van 1890 tot 1919, waar hij zijn stempel drukte op de opleiding ingénieur-architecte.

## Biografie
Louis Cloquet werd geboren in 1849 in Feluy en was de oudste zoon in een katholiek gezin met acht kinderen. 
In 1871 studeerde Cloquet af als ingenieur van bruggen en wegen aan Ingenieursschool, verbonden aan de Rijksuniversiteit Gent. Als student kwam hij samen met enkele medestudenten in de invloedssfeer van de Gilde van Sint-Thomas en Sint-Lucas en van Jean-Baptiste Bethune terecht. Een van die medestudenten was Joris Helleputte, met wie hij het tijdschrift L'Étudiant Catholique oprichtte. Een andere medestudent was Emile Braun, die burgemeester was van Gent op het moment dat Cloquet enkele projecten in de Kuip van Gent realiseerde.
Aan het begin van de jaren zeventig werkte Cloquet als ingenieur van Bruggen en Wegen voor de Belgische staat in Doornik. Via de Gilde van Sint-Thomas en Sint-Lucas kwam hij daar in contact met de gebroeders Jules en Henri Desclée, die hem benoemden tot technisch en artistiek directeur van hun katholieke drukkerij Saint-Jean l'Évangliste. De gebroeders Desclée zorgden ook voor fondsen voor het oprichten van de Doornikse Sint-Lucasschool, waar Cloquet in 1880 aangesteld werd als docent bouwkunde.
In 1878 huwde Louis Cloquet met Rosalie Helleputte, de zus van Joris Helleputte. Het koppel kreeg één zoon: Jean-Norbert Cloquet, die als architect en hoogleraar zijn vader zou opvolgen. Na het overlijden van Rosalie Helleputte in 1895 huwde Cloquet een jaar later met Elisabeth Schmitz, met wie hij vier kinderen kreeg.
In 1890 werd Louis Cloquet aangesteld als hoogleraar Architectuur aan de Gentse ingenieursscholen. Aanvankelijk combineerde hij dit met zijn functie in de drukkerij in Doornik. Drie jaar later vestigde hij zich met zijn gezin definitief in Gent. De academische omgeving heeft een grote invloed gehad op Louis Cloquet. Enerzijds werden zijn publicaties wetenschappelijker, met als belangrijkste werk het vijfdelige Traité d'Architecture. Dit werk, gepubliceerd in 1898, is een encyclopedisch overzicht bedoeld voor al wie geïnteresseerd was in bouwen en architectuur. Anderzijds werd Cloquet beïnvloed door de nieuwigheden in het bouwen en in de ingenieurswetenschappen: gewapend beton, staal, elektriciteit, bouwfysica, dubbel glas, en dergelijke meer. Cloquets ideaalbeeld van de architect was een combinatie van de architect als kunstenaar en de ingenieur. Dit wordt weerspiegelt in zijn Traité d'Architecture en in de gebouwen die hij rond de eeuwwisseling ontwierp en realiseerde.
Louis Cloquet overleed op 11 januari 1920 en vond zijn laatste rustplaat op de begraafplaats van Campo Santo te Sint-Amandsberg. Een jaar eerder werd hij opgevolgd als hoogleraar Architectuur door zijn oudste zoon Jean Norbert Cloquet.

## Projecten
Het architecturale oeuvre van Louis Cloquet concentreert zich in Gent. In de jaren tachtig realiseerde hij enkele gebouwen op de site van de drukkerij Saint-Jean l'Évangliste van de gebroeders Desclée in Doornik. Aan het begin van de 20ste eeuw werd hij aangesteld voor het bouwen van drie postgebouwen samen met provinciearchitect Stephane Mortier (1857-1934), namelijk in Gent, in Ieper en in Doornik. Het postgebouw in Doornik werd niet gerealiseerd. Als hoogleraar architectuur realiseerde hij in diezelfde periode vijf universitaire instituten voor de Gentse rijksuniversiteit.
Zijn belangrijkste projecten:
- Eigen woning (Doornik)
- Restauratie Abdij van Aulne (Thuin)
- Postgebouw (Gent), samen met Stephane Mortier
- Tempelierssteen (Ieper), samen met Stephane Mortier
- Rommelaere Instituut (Gent)[2]
- Farmacodynamisch Instituut (Gent)
- Fysiologisch Instituut (Gent)
- Klinisch en Poliklinisch Instituut (Gent)
- Botanisch Instituut (gesloopt) en Plantentuin (Gent), in samenwerking met botanicus Julius MacLeod (1857-1919)
- Eigen woning De Kat en de Hond (Gent)
- De Wooncirkel (Gent)
- Station Gent-Sint-Pieters (Gent)
- Sint-Michielsbrug (Gent)

## Publicaties
- Les maisons anciennes en Belgique, Gent, 1907
- Traité d'architecture; éléments de l'architecture, types d'édifices, esthétique, composition et pratique de l'architecture  (5 delen), Parijs en Luik, 1898